# Leichhardteus conopalpis
Espèce
Leichhardteus conopalpis est une espèce d'araignées aranéomorphes de la famille des Corinnidae.

## Distribution
Cette espèce est endémique d'Australie. Elle se rencontre au Queensland, en Nouvelle-Galles du Sud, au Victoria et dans l'Est de l'Australie-Méridionale.

## Description
Le mâle holotype mesure 8,64 mm et la femelle paratype 8,21 mm.

## Publication originale
- Baehr & Raven, 2013 : The new Australian ground-hunting spider genus Leichardteus (Araneae: Corinnidae). Memoirs of the Queensland Museum - Nature, vol. 58, p. 339-358 (texte intégral).